# Paroo
Paroo är en kommun i Australien. Den ligger i delstaten Queensland, omkring 720 kilometer väster om delstatshuvudstaden Brisbane. Antalet invånare är 1 903.
Följande samhällen finns i Paroo:
- Wyandra

Omgivningarna runt Paroo är i huvudsak ett öppet busklandskap. Trakten runt Paroo är nära nog obefolkad, med mindre än två invånare per kvadratkilometer. Genomsnittlig årsnederbörd är 451 millimeter. Den regnigaste månaden är januari, med i genomsnitt 108 mm nederbörd, och den torraste är oktober, med 2 mm nederbörd.